# Транселектрика
Транселектрика  (на румънски: Transelectrica) е електроенергетическа публична компания в Румъния, занимаваща се с производство и разпределение на електроенергия. Има собствен листинг на акции на Букурещката фондова борса. Основана е през 2000 г. Собственици на акциите на компанията са Министерството на икономиката, търговията и бизнес средата на Румъния (58,69%), Румънският фонд за имоти (13,5%) и Букурещката фондова борса и други инвеститори (27,81%). Включва осем териториални клона и още един отдел – оператор по измерване на електроенергия, продавана на пазара. Дъщерните дружества се занимават с различни административни въпроси.

## Клонове
- ST Букурещ, който включва окръзите Бузъу, Кълъраш, Дъмбовица, Гюргево, Яломица, Илфов, Прахова и Телеорман и град Букурещ. Експлоатира 1240 км електропроводи.
- ST Кюстенджа (Констанца), който включва окръзите Кюстенджа, Тулча, Галац, Браила и частично окръзите Яломица и Вранча. Експлоатира 900 км електропроводи.
- ST Питещ, който включва окръзите Арджеш, Олт и Вълча. Експлоатира 1200 км електропроводи.
- ST Крайова, която включва окръзите Долж, Горж и Мехединци. Експлоатира 1528 км електропроводи.
- ST Тимишоара, който включва окръзите Тимиш, Арад, Караш-Северин и Хунедоара. Експлоатира 1100 км електропроводи.
- ST Сибиу, който включва окръзите Алба, Сибиу, Муреш, Харгита, Ковасна и Брашов. Включва 987 км електропроводи.
- ST Бакъу, който включва окръзите Сучава, Яш, Нямц, Васлуй, Бакъу, Вранча, Ботошани. Експлоатира 1051 км електропроводи.
- ST Клуж, който включва окръзите Клуж, Бихор, Марамуреш, Сату Маре и Сълаж. Експлоатира 952 км електропроводи.

„Transelectrica SA“ е първата държавна компания, регистрирана на Букурещката фондова борса от програмата „Мощен пазар“, която румънското правителство инициира, за да пусне някои публични компании на капиталовия пазар. Днес компанията има капитализация от приблизително 1,1 милиарда евро.

## Дъщерни дружества
- OPCOM (Operatorul Pietei de Energie Electrica, в превод: Оператор на пазара на електрическа енергия) – Одобрен съгласно наредба № 627/2000 като дъщерно дружество на Транселектрика. Осигурява основата за сключване на търговски договори за доставка на електрическа енергия.
- SMART е компания за поддръжка на електропреносни мрежи. Създадена от реорганизацията на Транселектрика в съответствие с Указ № 710/2001 като изцяло притежаван клон. Занимава се с одит, ремонт на първични и вторични съоръжения от преносната мрежа, извършване на профилактични измервания, отстраняване на аварии по ел. инсталации, предоставяне на услуги и микропроизводство на ел. оборудване.
- Formenerg – организира обучението за служители в енергийния сектор. Компанията е основана на 1 април 2002 г. като дъщерно дружество на Транселектрика.
- Teletrans – компанията е основана през януари 2003 г., предоставя информационни и комуникационни услуги, необходими за управлението на електрическите мрежи.
- Icemenerg (Institutul de Cercetări și Modernizări Energetice, в превод: Институт за енергийни изследвания и модернизация) – Съгласно Указ № 1065/2003, свързан с реорганизацията на Транселектрика и Icemenrg чрез сливането на двете компании, Icemenerg става дъщерно дружество на Транселектрика. Извършва услуги в областта на поддръжката на топлоелектрически централи, електрически подстанции и мрежи. Реорганизиран през септември 2010 г. в координация с Министерството на икономиката на Румъния.[1][2]
- Icemenrg Service – основано през 2004 г., след решението на правителството за реорганизация на Националната електрическа компания Транселектрика и Icemenerg Service, последното става дъщерно дружество на Транселектрика.